# Paul John Sifler
Paul John Sifler, slovenski skladatelj, organist in zborovodja, * 31. december 1911, Polhov Gradec, † 20. maj 2001, Hollywood, ZDA.
Pavel Šifler (slovensko) je sin Ivana Kacina in Terezije Gerjol, priimek Šifler (spremenjeno v Sifler) pa je prejel po drugem možu svoje matere, Janezu Šiflerju, ki ga je v Ameriki posinovil. Kot 9 letni otrok je iz rodnega Polhovega Gradca odpotoval v ZDA. Na glasbenem konservatoriju v Chicagu je leta 1940 končal študij kompozicije in orgel. Sifler je bil izredno plodovit skladatelj. Najbolj je znan po delih za orgle, sicer pa je mnogo skladb, tako z naslovi kot s tematiko, vezanih tudi na rojstno Slovenijo. Npr. 4 slovenske rapsodije, Slovenski triptih za klavir, Trije preludiji na slovenske cerkvene himne, itd. Sifler je do svoje smrti živel in deloval v Hollywoodu.